# سمیرا اصغری
سمیرا اصغری (زادهٔ ۳۱ مارس ۱۹۹۴) است. وی عضو تیم ملی بسکتبال افغانستان بوده‌است. در صد و سی و سومین نشست کمیته بین‌المللی سمیرا اصغری هنگامی که ۲۴ ساله داشت یکی از ۹ عضو جدیدی بود که به عضویت کمیته بین‌المللی المپیک درآمد؛ او جوان‌ترین عضو کمیته بین‌المللی المپیک است. پیش از این عضو کمیته ملی المپیک افغانستان و شورای المپیک آسیا بود.

## زندگی
سمیرا متولد ۱۹۹۴ افغانستان است. او در کودکی به همراه بستگانش به ایران مهاجرت کرد. ابتدا روی به هنرهای رزمی آورد. بعد به سراغ رشته ژیمناستیک رفت. قبل از اینکه پرتاب‌های سه امتیازی در بسکتبال را به خوبی فرابگیرد، درون دروازه فوتبال ایستاد و شوت رقبا را مهار کرد. در ۹ سالگی او مجذوب رشته بسکتبال شد و دیگر تمام وقت خودش را معطوف به این رشته کرد تا به عضویت تیم جوانان بسکتبال کشور درآمد.